# 宇和島南インターチェンジ

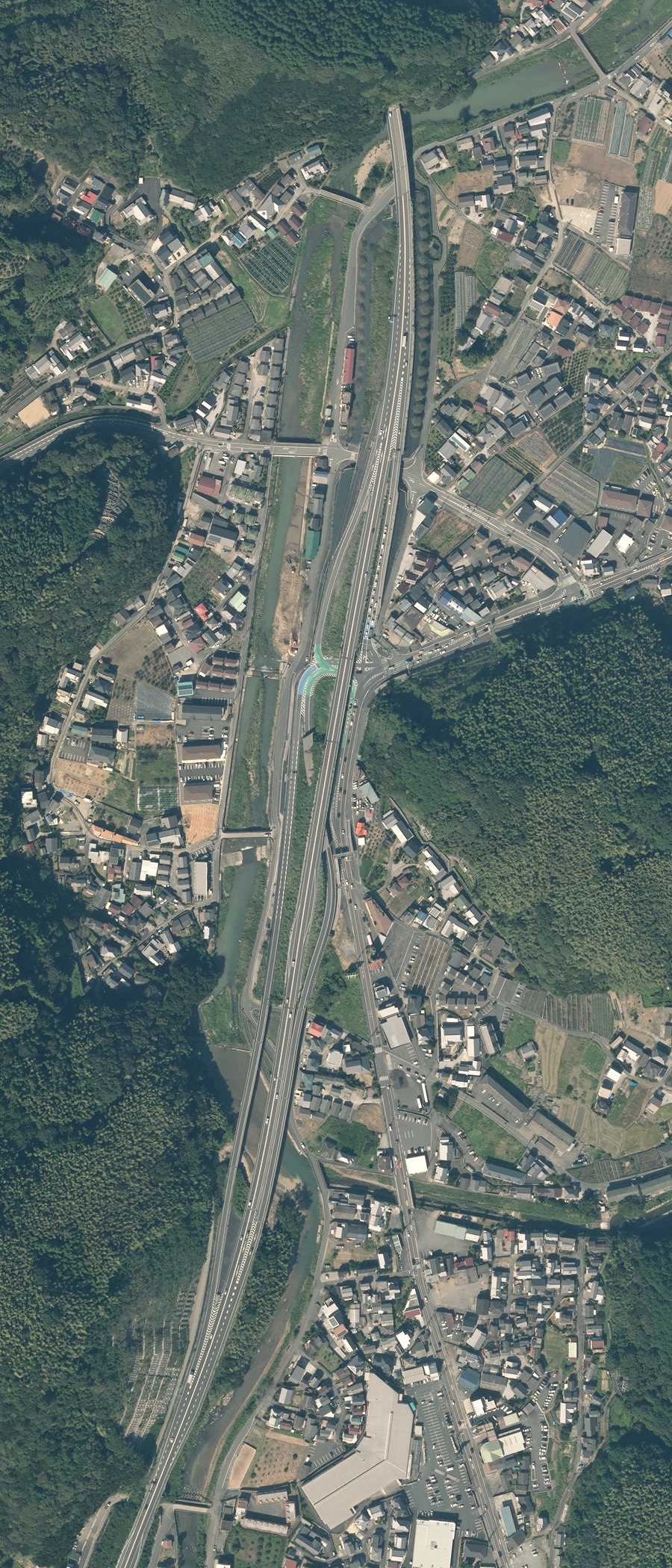

宇和島南インターチェンジ（うわじまみなみインターチェンジ）は、愛媛県宇和島市寄松にある、松山自動車道（宇和島道路）のインターチェンジである。

## 概要
当ICを含む宇和島北IC - 津島岩松IC間は、高速自動車国道に並行する一般国道自動車専用道路であり、通行料金は無料となっている。

## 歴史
- 1984年（昭和59年）
  - 1984年度（昭和59年度） : 宇和島南IC - 宇和島北IC間が事業化[1]。
  - 4月 : 宇和島南IC - 宇和島北IC間の都市計画決定[1]。
- 1985年度（昭和60年度） : 宇和島南IC - 宇和島北IC間の用地買収に着手[1]。
- 1987年度（昭和62年度） : 宇和島南IC - 宇和島北IC間が着工[1]。
- 1997年度（平成9年度） : 津島高田IC - 宇和島南IC間が事業化[1]。
- 1998年（平成10年）3月20日 : 宇和島南IC - 宇和島坂下津IC間の開通に伴い供用開始[2]。
- 1999年（平成11年）6月 : 宇和島高田IC - 宇和島南IC間の都市計画決定[1]。
- 2001年度（平成13年度） : 津島高田IC - 宇和島南IC間の用地買収に着手[3]。
- 2002年度（平成14年度） : 津島高田IC - 宇和島南IC間が着工[3]。
- 2010年（平成22年）3月27日 : 津島高田IC - 宇和島南IC間が開通[4]。

## 周辺
- 宇和島市立番城小学校

## 接続する道路
- 国道56号

## 隣
E56 松山自動車道（宇和島道路）
（27）宇和島別当IC - （28）宇和島南IC - （29）津島高田IC